# Antaios

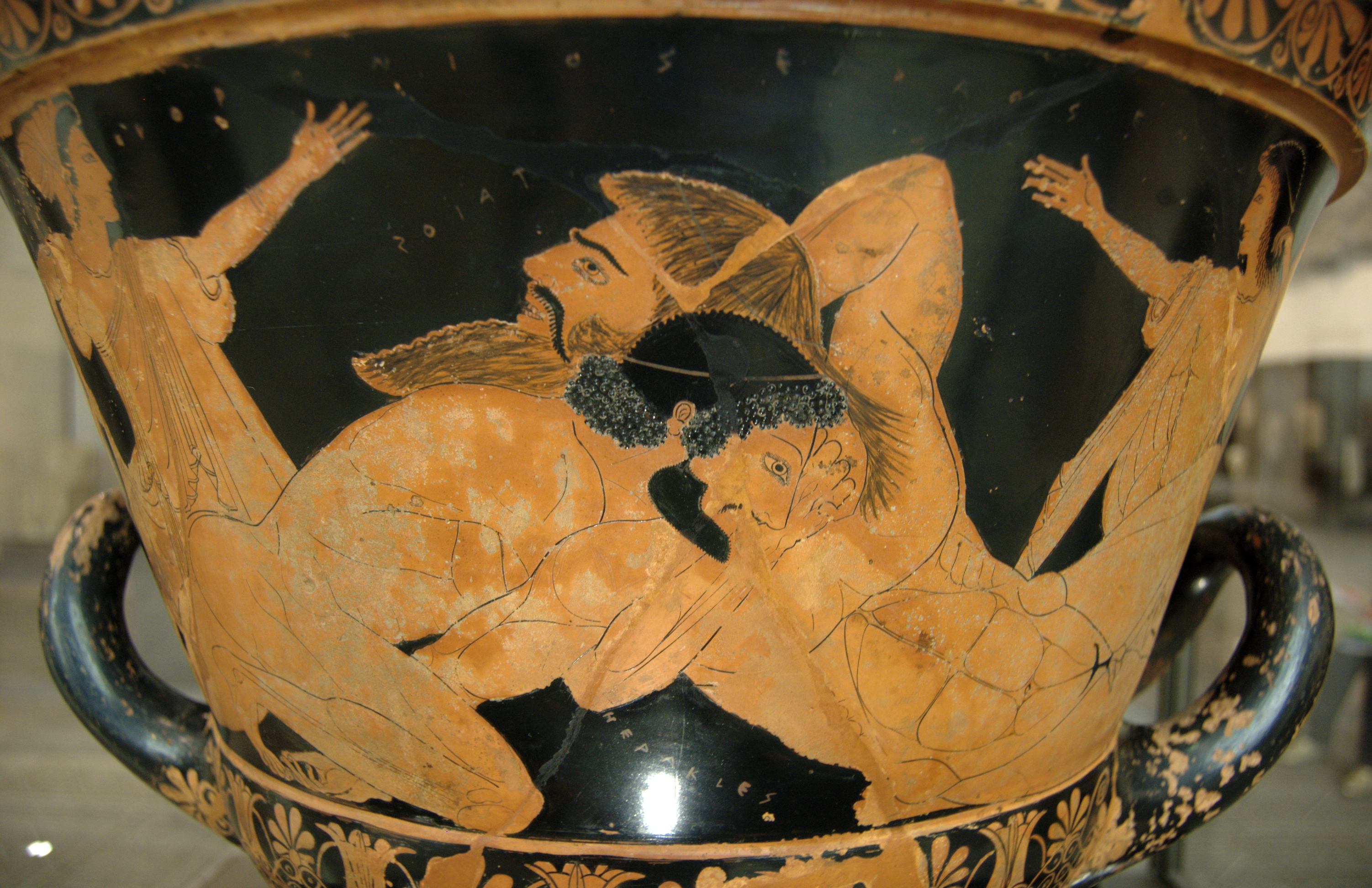
Antaios en Herakles

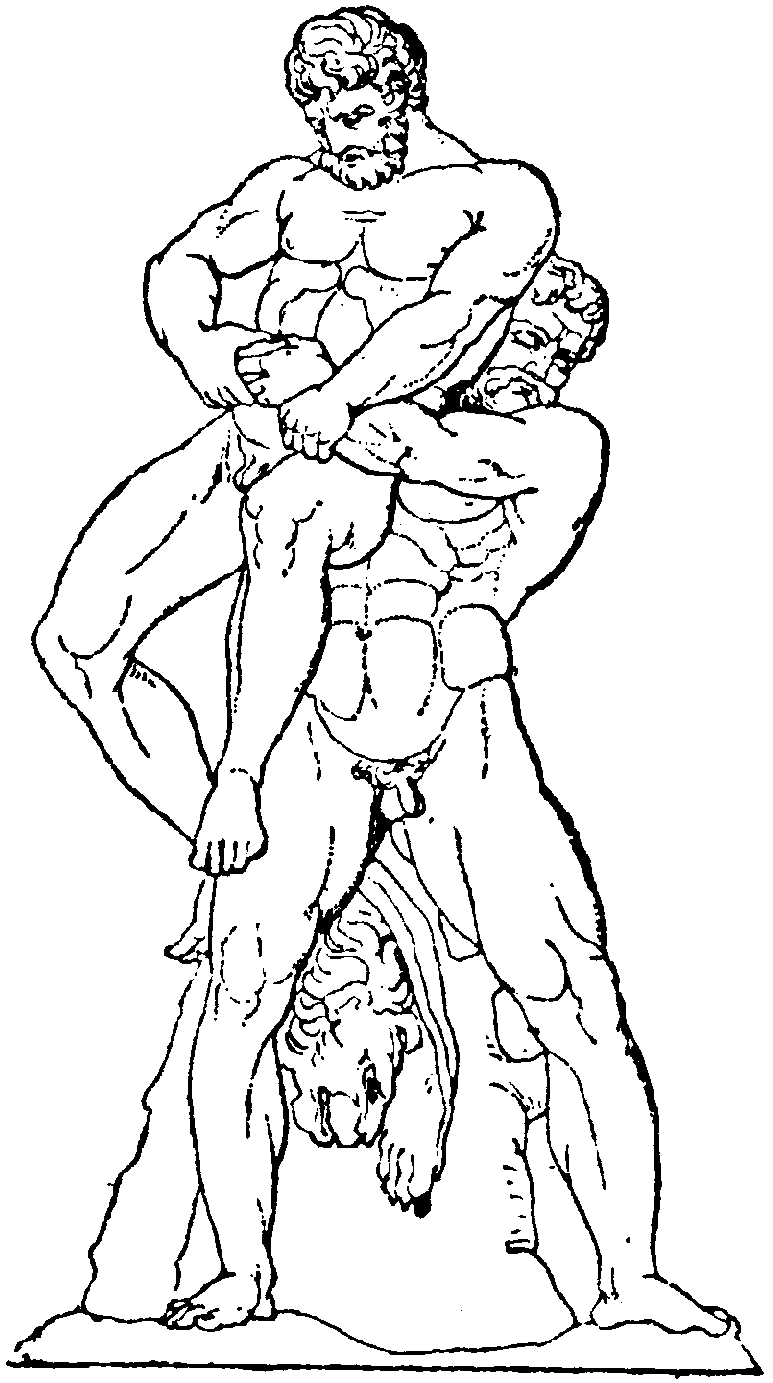
Herakles en Antaios, afbeelding uit het Nordisk familjebok

Antaios (Änti in het Berbers, Antaeus in het Latijn) was zowel bij de Grieken, de Romeinen, als de Berbers een mythologische held, die volgens de legende de zoon was van de landgodin Gaia en de zeegod Poseidon (de god van het water en de zee). Tinga was zijn vrouw.

## Geschiedenis
Antaios was een reus van ongeveer 30 meter lang en was de beschermer van het land van de Berbers tegen de vreemdelingen die van plan waren het land van de Berbers binnen te dringen. Volgens de legende was hij een onverslaanbare reus. Hij kon zijn kracht steeds vernieuwen door naar het land terug te keren en zijn lichaam met zand te zalven. Zo bleef hij onverslaanbaar zolang niemand zijn krachtgeheim wist te ontdekken. Maar volgens andere legendes heeft de Griekse halfgod Herakles dat geheim ten slotte kunnen ontdekken en vervolgens kon deze hem verslaan. Sommige mythologen stellen dat dat gevecht in Noord-Afrika, in de streek van Tanger, heeft plaatsgevonden. Een paar onderzoekers denken dat zijn graf in Mzoera, vlak bij Ithnayn Sidi Alyamni, was. Dit graf is indrukwekkend aangepast aan de enorme lengte van Antaios. 
Ook volgens de Griekse mythen, die over het gevecht van Antaios en Herakles vertellen, zijn moeder Aarde (Gaia) en Poseidon de ouders van Antaios. Antaios daagde vreemdelingen uit om tegen hem te worstelen. Steeds als iemand Antaios tegen de grond wist te werken, kreeg Antaios nieuwe krachten van zijn moeder binnen en wist met hernieuwde krachten de schedel van de vreemdeling te breken. Met die schedels wilde hij dan uiteindelijk een tempel voor zijn vader bouwen.
Dit wilde hij ook bij Herakles doen. Toen deze net met de gouden appels uit de tuin van de Hesperiden terugreisde naar Mycene, kwam Herakles in een dorpje, waar de mensen bang waren van Antaios. Herakles ging naar zijn grot en daagde de reus uit tot een gevecht. Na een lang gevecht tussen deze twee onverslaanbaren kreeg Herakles door hoe de vork in de steel zat, en doodde Antaios uiteindelijk door hem op te tillen...
Herakles verbond zich, na Antaios gedood te hebben met diens vrouw Tinga en verwekte bij haar Sufax, van wie de Lybische koningen af zouden stammen.